# Lindblad-Gleichung
In der Quantenmechanik bezeichnet die Kossakowski-Lindblad-Gleichung (benannt nach Andrzej Kossakowski und Göran Lindblad) oder Mastergleichung in Lindblad-Form den allgemeinsten Typ einer zeit-homogenen Mastergleichung. Sie beschreibt eine nicht-unitäre Evolution des Dichteoperators {\displaystyle \rho }, welche spurerhaltend und komplett positiv für jede Anfangsbedingung ist.

## Hintergrund
Die Lindblad-Gleichung für eine auf das {\displaystyle N}-dimensionale (Teil-)System reduzierte Dichtematrix {\displaystyle \rho } kann geschrieben werden als:
{\displaystyle {\dot {\rho }}=-{\frac {\mathrm {i} }{\hbar }}[H,\rho ]+\sum _{n,m=1}^{N^{2}-1}h_{n,m}\left(L_{n}\,\rho \,L_{m}^{\dagger }-{\frac {1}{2}}\left(\rho \,L_{m}^{\dagger }\,L_{n}+L_{m}^{\dagger }\,L_{n}\,\rho \right)\right)}
Dabei bezeichnet
- der erste Summand den reversiblen Teil der Zeitentwicklung mit
  - der imaginären Einheit {\displaystyle \mathrm {i} }
  - der reduzierten Planck-Konstante {\displaystyle \hbar }
  - einem (hermiteschen) Hamilton-Operator {\displaystyle H}; {\displaystyle H} ist jedoch nicht notwendigerweise gleich dem Hamilton-Operator des Systems, sondern beinhaltet zusätzlich die effektive unitäre Dynamik der Wechselwirkung zwischen System und Umgebung.
- die Summe {\displaystyle \sum } den irreversiblen Teil mit
  - den Konstanten {\displaystyle h_{n,m}}, die die Dynamik festlegen. Sie bilden eine Koeffizientenmatrix {\displaystyle h=(h_{n,m})}, die positiv semidefinit sein muss, um sicherzustellen, dass die Gleichung spurerhaltend und komplett positiv ist.
  - den Operatoren {\displaystyle L_{m}}, die eine beliebige lineare Basis im Hilbertraum des Systems bilden.

Die Summation läuft nur über {\displaystyle N^{2}-1}, weil wir {\displaystyle L_{N^{2}}} proportional zum Identitätsoperator genommen haben, wodurch der Summand verschwindet. Unsere Konvention impliziert, dass die {\displaystyle L_{m}} für {\displaystyle m<N^{2}} spurlos sind.
Die Terme in der Summation, bei denen {\displaystyle m=n} gilt, können mit Lindblad-Superoperatoren beschrieben werden:
{\displaystyle L(C)\,\rho =C\,\rho \,C^{\dagger }-{\frac {1}{2}}\left(C^{\dagger }\,C\,\rho +\rho \,C^{\dagger }\,C\right).}
Falls die Terme {\displaystyle h_{m,n}} alle Null sind, reduziert sich die Lindblad-Gleichung auf die Von-Neumann-Gleichung, das Quanten-Analogon der klassischen Liouville-Gleichung. Eine verwandte Gleichung, das Ehrenfest-Theorem, beschreibt die zeitliche Entwicklung der Erwartungswerte der Observablen.
Auch die folgenden Gleichungen für Quantenobservablen {\displaystyle A} werden Lindblad-Gleichungen genannt:
{\displaystyle {\dot {A}}=-{\frac {1}{\mathrm {i} \hbar }}[H,A]+{\frac {1}{2\hbar }}\sum _{k=1}^{\infty }{\big (}V_{k}^{\dagger }[A,V_{k}]+[V_{k}^{\dagger },A]V_{k}{\big )}}

## Diagonalisierung
Da die Matrix {\displaystyle h=(h_{n,m})} positiv semidefinit ist, kann sie mit einer unitären Transformation {\displaystyle u} diagonalisiert werden:
{\displaystyle u^{\dagger }hu={\begin{bmatrix}\gamma _{1}&0&\cdots &0\\0&\gamma _{2}&\cdots &0\\\vdots &\vdots &\ddots &\vdots \\0&0&\cdots &\gamma _{N^{2}-1}\end{bmatrix}}}
wobei die Eigenwerte {\displaystyle \gamma _{i}} nicht negativ sind.
Wenn wir eine andere orthonormale Operator-Basis {\displaystyle A} definieren:
{\displaystyle A_{i}=\sum _{j=1}^{N^{2}-1}u_{j,i}\,L_{j}}
können wir die Lindblad-Gleichung in diagonaler Form umschreiben:
{\displaystyle {\dot {\rho }}=-{\frac {\mathrm {i} }{\hbar }}[H,\rho ]+\sum _{i=1}^{N^{2}-1}\gamma _{i}\left(A_{i}\,\rho \,A_{i}^{\dagger }-{\frac {1}{2}}\left(\rho \,A_{i}^{\dagger }\,A_{i}+A_{i}^{\dagger }\,A_{i}\,\rho \right)\right).}
Diese Gleichung ist invariant unter unitärer Transformation der Lindblad-Operatoren und -Konstanten,
{\displaystyle {\sqrt {\gamma _{i}}}A_{i}\to {\sqrt {\gamma _{i}'}}A_{i}'=\sum _{j=1}^{N^{2}-1}v_{j,i}{\sqrt {\delta _{i}}}A_{j},}
und auch unter inhomogener Transformation
{\displaystyle A_{i}\to A_{i}'=A_{i}+a_{i},}
{\displaystyle H\to H'=H+{\frac {1}{2\mathrm {i} }}\sum _{j=1}^{N^{2}-1}\gamma _{j}\left(a_{j}^{*}A_{j}-a_{j}A_{j}^{\dagger }\right).}
Allerdings zerstört die erste Transformation die Orthonormalität der Operatoren {\displaystyle A_{i}} (solange nicht alle {\displaystyle \gamma _{i}} identisch sind) und die zweite die Spurlosigkeit. Folglich, bis auf Entartung der {\displaystyle \gamma _{i}}, sind die {\displaystyle A_{i}} der Diagonalform der Lindblad-Gleichung eindeutig bestimmt durch die Dynamik, solange wir von ihnen fordern orthonormal und spurlos zu sein.

## Beispiel Harmonischer Oszillator
Ein häufiges Beispiel ist die Beschreibung der Dämpfung eines quantenmechanischen harmonischen Oszillators. Für diesen gilt
{\displaystyle {\begin{aligned}L_{1}&=a\\L_{2}&=a^{\dagger }\\h_{n,m}&={\begin{cases}{\tfrac {\gamma }{2}}\left({\bar {n}}+1\right)&n=m=1\\{\tfrac {\gamma }{2}}{\bar {n}}&n=m=2\\0&{\text{sonst}}\end{cases}}\end{aligned}}}
Hier ist
- {\displaystyle {\bar {n}}} die mittlere Anzahl von Anregungen im Reservoir, die den Oszillator dämpfen, und
- {\displaystyle \gamma } die Zerfallsrate.

Zusätzliche Lindblad-Operatoren können hinzugefügt werden, um diverse Formen von Dephasierung und Vibrationsdämpfung (vibrational relaxation) zu modellieren. Diese Methoden sind in gitterbasierte Dichteoperator-Propagationsmethoden zur Beschreibung offener Quantensysteme aufgenommen.